# Młodzieżowe Drużynowe Mistrzostwa Polski na Żużlu 1978
Młodzieżowe Drużynowe Mistrzostwa Polski 1978 – pierwsza edycja corocznego turnieju mającego wyłonić najlepszą drużynę, składającą się z zawodników, którzy nie ukończyli jeszcze 21 roku życia.

## Drużyny
| Grupa I                                                         | Grupa II                                                      | Grupa III                                                  | Grupa IV                                                    |
| --------------------------------------------------------------- | ------------------------------------------------------------- | ---------------------------------------------------------- | ----------------------------------------------------------- |
| Wybrzeże Gdańsk KS Toruń GSŻ Grudziądz Stal Gorzów Wielkopolski | Polonia Bydgoszcz ZKŻ Zielona Góra Start Gniezno Gwardia Łódź | Unia Leszno Kolejarz Opole ROW Rybnik Śląsk Świętochłowice | Włókniarz Częstochowa Motor Lublin Stal Rzeszów Unia Tarnów |

## Eliminacje
| Poz. | Klub                     | Punkty | +/-  |
| ---- | ------------------------ | ------ | ---- |
| 1    | Wybrzeże Gdańsk          | 10     | +123 |
| 2    | KS Toruń                 | 7      | +109 |
| 3    | GSŻ Grudziądz            | 6      | +87  |
| 4    | Stal Gorzów Wielkopolski | 1      | +62  |

| Poz. | Klub              | Punkty | +/-  |
| ---- | ----------------- | ------ | ---- |
| 1    | Polonia Bydgoszcz | 11     | +138 |
| 2    | ZKŻ Zielona Góra  | 8      | +116 |
| 3    | Start Gniezno     | 4      | +81  |
| 4    | Gwardia Łódź      | 1      | +39  |

| Poz. | Klub                 | Punkty | +/-  |
| ---- | -------------------- | ------ | ---- |
| 1    | Unia Leszno          | 10     | +131 |
| 2    | Kolejarz Opole       | 8      | +106 |
| 3    | ROW Rybnik           | 6      | +104 |
| 4    | Śląsk Świętochłowice | 0      | +31  |

| Poz. | Klub                  | Punkty | +/-  |
| ---- | --------------------- | ------ | ---- |
| 1    | Włókniarz Częstochowa | 9      | +116 |
| 2    | Motor Lublin          | 7      | +112 |
| 3    | Stal Rzeszów          | 5      | +83  |
| 4    | Unia Tarnów           | 3      | +72  |

## Finał

### Turnieje
| Poz. | Klub                  | Punkty |
| ---- | --------------------- | ------ |
| 1    | Polonia Bydgoszcz     | 40     |
| 2    | Unia Leszno           | 24     |
| 3    | Wybrzeże Gdańsk       | 19     |
| 4    | Włókniarz Częstochowa | 13     |

| Poz. | Klub                  | Punkty |
| ---- | --------------------- | ------ |
| 1    | Unia Leszno           | 33     |
| 2    | Włókniarz Częstochowa | 23     |
| 3    | Wybrzeże Gdańsk       | 21     |
| 4    | Polonia Bydgoszcz     | 19     |

| Poz. | Klub                  | Punkty |
| ---- | --------------------- | ------ |
| 1    | Unia Leszno           | 34     |
| 2    | Wybrzeże Gdańsk       | 32     |
| 3    | Polonia Bydgoszcz     | 24     |
| 4    | Włókniarz Częstochowa | 5      |

| Poz. | Klub                  | Punkty |
| ---- | --------------------- | ------ |
| 1    | Wybrzeże Gdańsk       | 41     |
| 2    | Włókniarz Częstochowa | 33     |
| 3    | Polonia Bydgoszcz     | 14     |
| 4    | Unia Leszno           | 7      |

### Tabela
| Poz. | Klub                  | Punkty | +/-  |
| ---- | --------------------- | ------ | ---- |
| 1    | Unia Leszno           | 8      | +98  |
| 2    | Wybrzeże Gdańsk       | 7      | +113 |
| 3    | Polonia Bydgoszcz     | 5      | +97  |
| 4    | Włókniarz Częstochowa | 4      | +74  |